# Гиперион (дерево)
Гиперион — экземпляр секвойи вечнозелёной (Sequoia sempervirens), растущий в национальном парке «Редвуд» в северной Калифорнии, США. По состоянию на 2023 год, является самым высоким живым деревом на Земле (высота — 115,92 м).

## Описание
Гигантское дерево было обнаружено летом 2006 года натуралистами Крисом Аткинсом (англ. Chris Atkins) и Майклом Тэйлором (Michael Taylor) в национальном парке «Редвуд». Высота Гипериона (так было названо дерево) составляет (на 2015 г.) 115,61 м, диаметр на уровне груди (1,4 м) — более 4,84 метров. Дерево было найдено в отдалённой части национального парка, купленной федеральным правительством администрации Джимми Картера в 1978 году.
Точное местоположение Гипериона было решено не публиковать, чтобы потенциальный туристический поток не разрушил экосистему, в которой веками жило это гигантское дерево. Общий объём древесины Гипериона составляет 502 м³, а предполагаемый возраст — 700—800 лет.
По мнению исследователей, дальнейшему росту дерева помешали дятлы, которые повредили ствол Гипериона на самой его вершине. В будущем более быстрорастущий Гелиос (114,58 метра на 2015 год) может превзойти Гиперион. В 2009 году разница между ними составляла 1,2 метра.